# Чирвине (заказник)
Чи́рвине  — ландшафтний заказник місцевого значення в Україні. Розташований у межах міста Ніжин Чернігівської області, при вулиці Кармелюка.
Площа 4,3 га. Статус дано згідно з рішенням Чернігівської обласної ради від 21.03.1995 року. Перебуває у віданні: Агрофірма «Ніжинська».
Статус дано для збереження невеликого лісового масиву на правобережжі річки Остер (притока Десни).

## Галерея

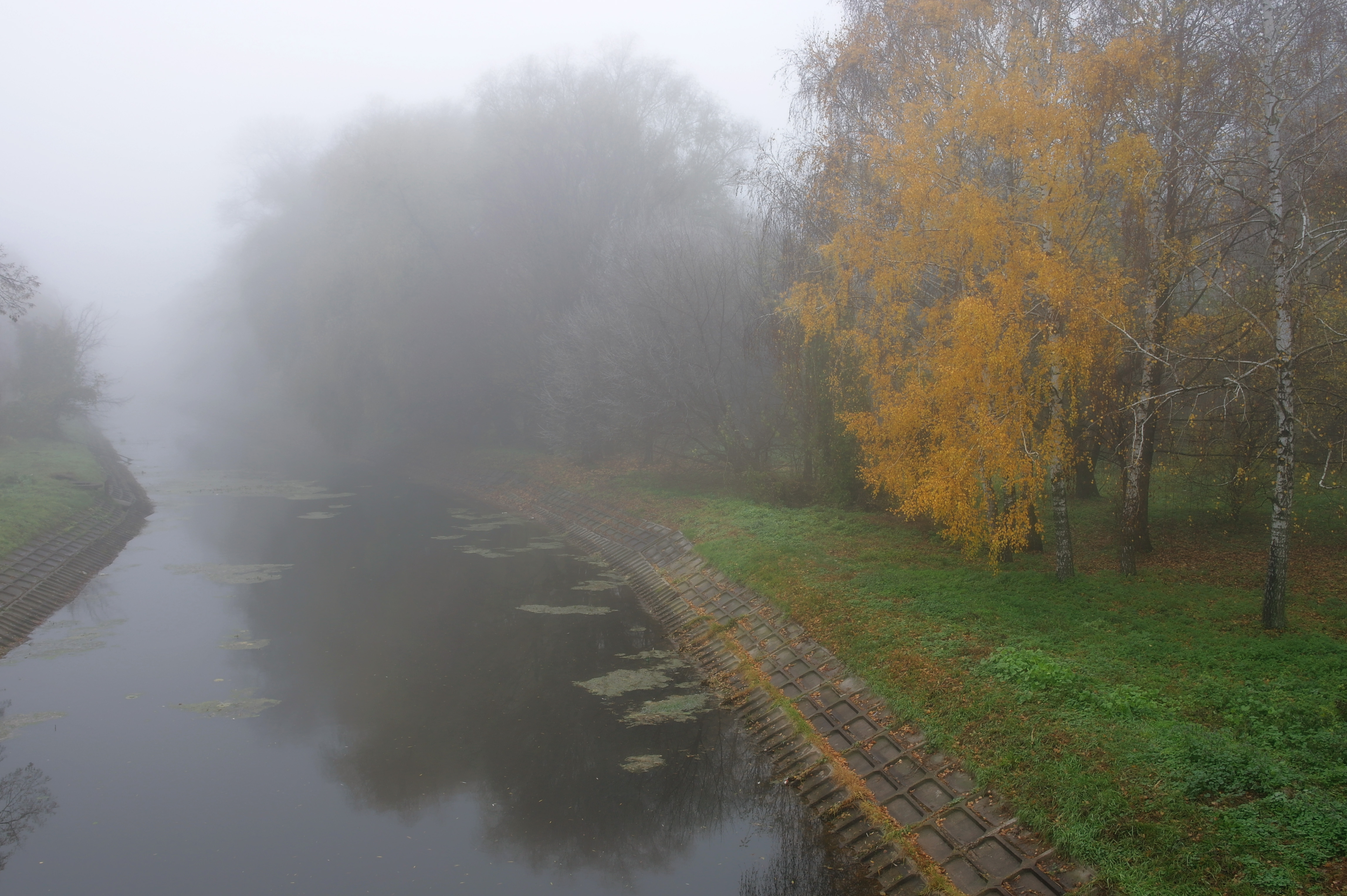
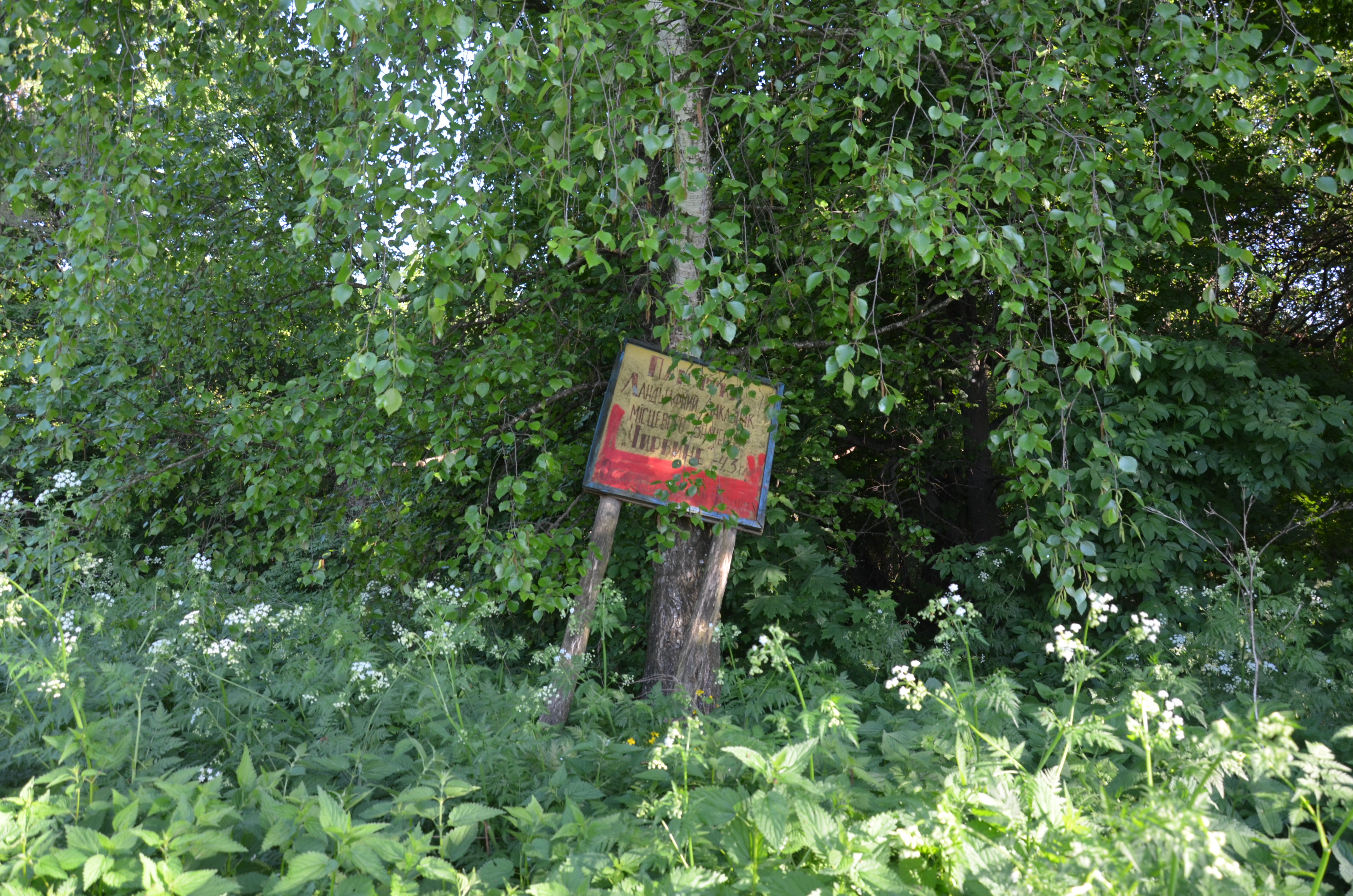
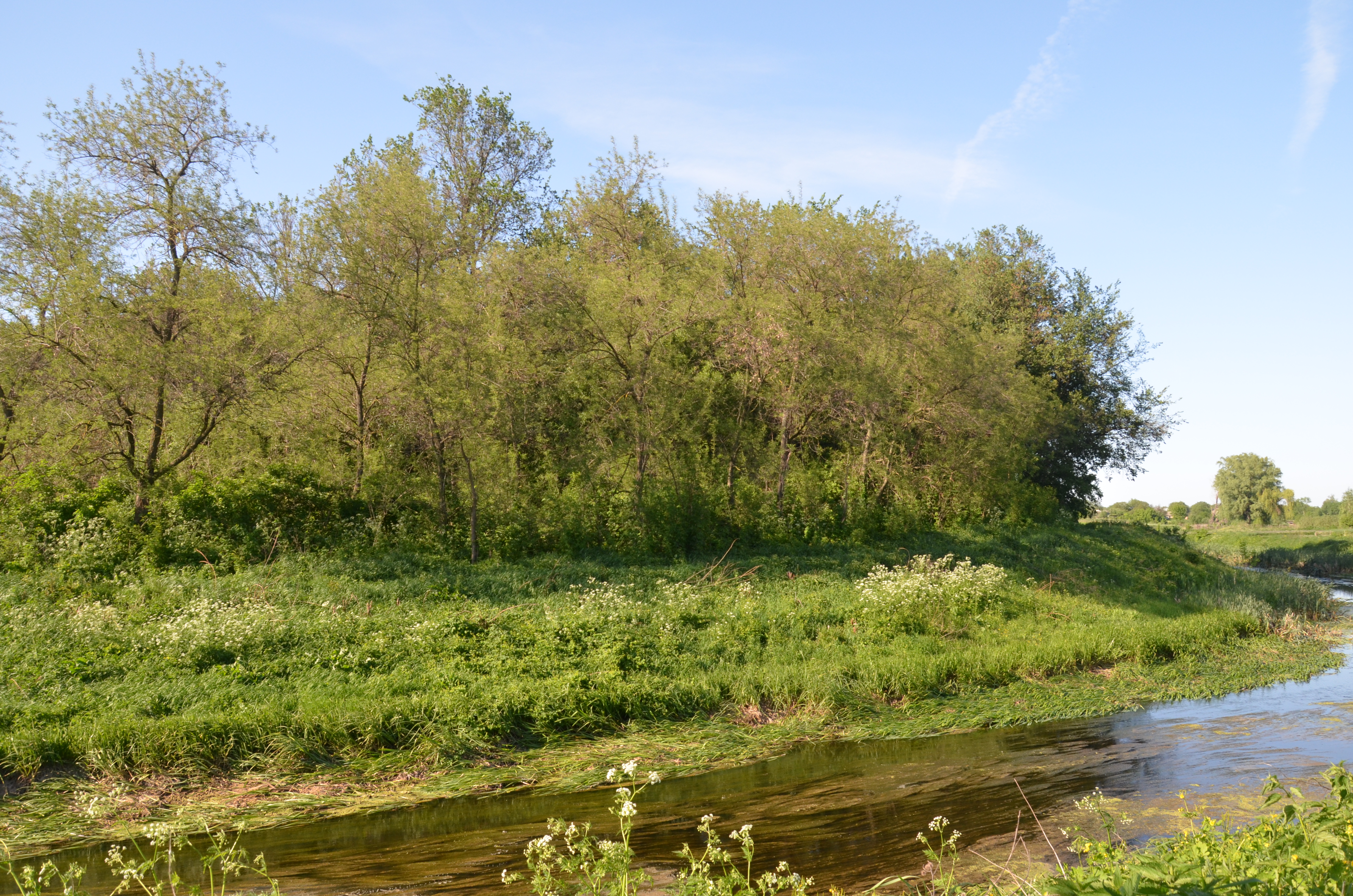